# Instituto Navarro de Administración Pública

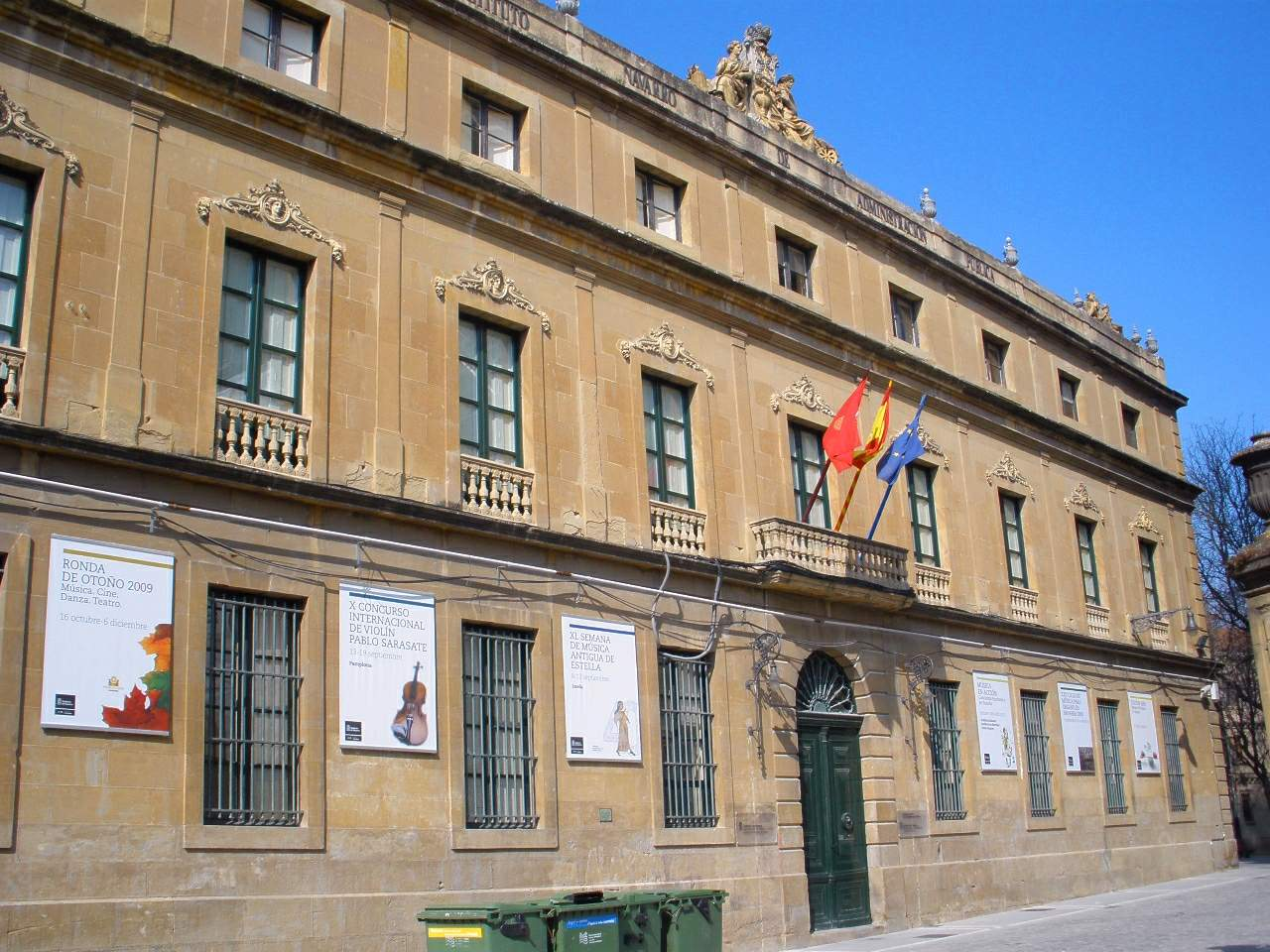
Sede principal del "Instituto Navarro de Administración Pública" - INAP - en la calle de Navarrería,Pamplona.

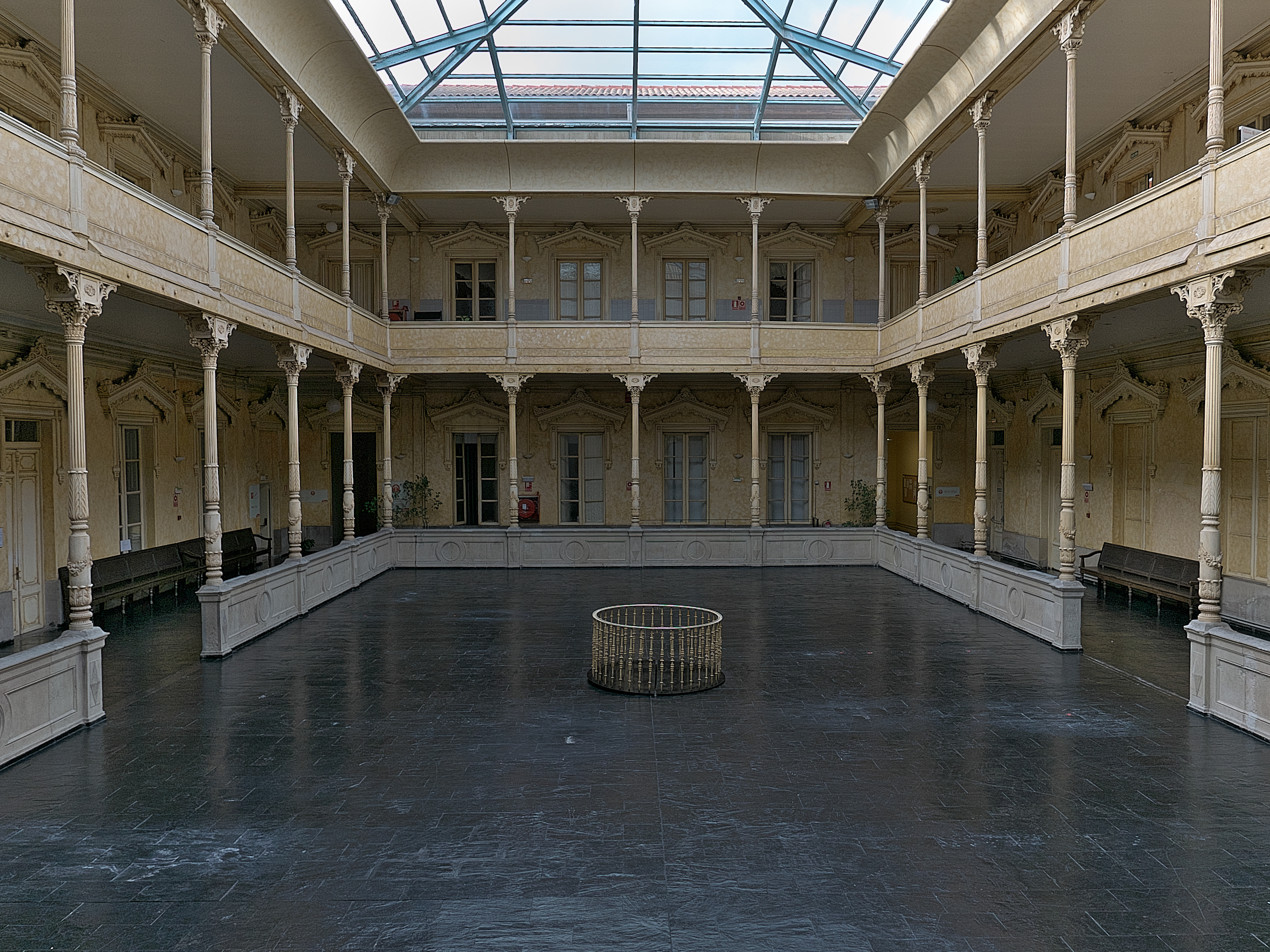
Interior del INAP

El Instituto Navarro de Administración Pública es un organismo autónomo español, adscrito al Departamento de Presidencia, Administraciones Públicas e Interior del Gobierno de Navarra, que se configura como organismo técnico superior de las Administraciones Públicas de Navarra para el desarrollo de la formación, reciclaje y perfeccionamiento de los empleados públicos de dichas administraciones. 
Así mismo, tiene encomendada la misión de contribuir a la mejora de la calidad de los servicios públicos y de fortalecer y generalizar la función de seguimiento y evaluación en las Administraciones públicas de Navarra.
Tal como recoge el documento de reflexión estratégica, elaborado en la legislatura (2011-2015), la misión del INAP es mejorar e innovar las administraciones públicas de Navarra mediante la formación del empleado/a público, la evaluación de las políticas públicas y de la calidad de sus servicios, así como la selección y promoción de sus recursos humanos. En esta misión, la motivación de los empleados/as públicos es un potencial. Por otra parte, el Instituto se conforma como un espacio para el análisis, debate y difusión en torno a la Gobernanza.
La sede del INAP está ubicada en un edificio situado en la calle Navarrería, al lado de la catedral de Pamplona; un edificio construido entre los años 1861 y 1865, que se caracteriza por ser el más antiguo edificio de Pamplona dedicado de forma ininterrumpida a la actividad docente, primero como Instituto de Bachillerato y después como Escuela de Magisterio y de Comercio.

## Funciones
Actualmente, las tres grandes áreas de actividad del Instituto Navarro de Administración Pública son:
- La formación de los directivos y personal al servicio de las Administraciones Públicas de Navarra

- Formación general: jurídica, económica, recursos humanos, en dirección y gerencia pública, tecnologías de la información y las comunicaciones, Unión Europea, etc.

- Formación y acreditación de nivel de conocimientos en vascuence e idiomas comunitarios.
- Formación integral destinada al personal de Seguridad Pública y Emergencias, formado por los Cuerpos de Policía de Navarra, Agentes Municipales, Bomberos y Protección Civil.
- El ingreso, la selección, promoción y provisión de los puestos de trabajo de los empleados públicos de la Administración de la Comunidad Foral y del resto de las Administraciones Públicas de Navarra que así se lo encomienden.

- El Asesoramiento, estudios e investigación en materia administrativa; evaluación de políticas públicas y de la calidad de los servicios públicos; y métodos de mejora continua en las políticas públicas y en la administración y su funcionamiento.

El Instituto realiza también funciones institucionales tales como la organización de Congresos, Seminarios, Jornadas y Foros, gestión de las publicaciones propias del Instituto, gestión premios y ayudas dirigidas a fomentar las investigaciones relacionadas con las Administraciones Públicas de Navarra”.
Además, representa a la Administración de la Comunidad Foral de Navarra y al propio organismo ante organizaciones y organismos nacionales e internacionales de Administración Pública y gestiona las relaciones con instituciones homólogas.
Finalmente, dentro de sus competencias contempla la realización de cualquier otra actividad complementaria de las anteriores que redunden en la modernización y mejora del sector público de Navarra.

## Fondo bibliográfico y documental
El Instituto Navarro de Administración Pública acoge una biblioteca con un amplio fondo bibliográfico y documental. Ha mantenido activo y actualizado a lo largo de los años un servicio de documentación especializado en el campo de la Psicología. El fondo bibliográfico incluye colecciones completas y actualizadas de libros, revistas y documentos que están a disposición de las personas interesadas en éste campo. Así mismo, también se dispone de un fondo, de cerca de 1000 volúmenes de contexto jurídico, formado por manuales, colecciones, legislación, etc.